# Казанцев Іван Георгійович
Іван Георгійович Казанцев (рос. Иван Георгиевич Казанцев; 20 липня (2 серпня) 1899, Комоніно — 23 січня 1966, Маріуполь) — радянський вчений-металург, заслужений діяч науки і техніки УРСР, доктор технічних наук, професор Жданівської металургійного інституту (зараз Приазовський державний технічний університет), автор понад 80 наукових праць.

## Біографія
Народився 20 липня (за старим стилем) 1899 року в селі Комоніно Орловської губернії (тепер — Липецької області Російської Федерації) у великій селянській родині. У 1913 році закінчив двокласне училище, яке являло собою початкову школу з чотирирічним навчанням. У шістнадцять років йде на заробітки, влаштовується учнем слюсаря. У 1919 році Івана Георгійовича призивають до Червоної Армії, де він служить мотористом у військовому мостопотязі — бере участь у відновленні та ремонті мостів, підірваних в ході бойових дій під час громадянської війни. Після демобілізації в 1921 році починає працювати помічником слюсаря в паровозоремонтній майстерні залізничної станції в Катеринославі. Одночасно навчається у вечірній школі робітничої молоді, а потім на робітфаку — курсах з підготовки до вишу. У 1923 році профспілка робітників залізничного транспорту відряджає його в Катеринославський гірничий інститут.
Диплом інженера-металурга І. Г. Казанцев отримав у 1928 році. Його направили працювати інженером на Дніпропетровський металургійний завод ім. Петровського. А в 1929 році Івана Георгійовича як молодого спеціаліста, що виявив схильність до наукової діяльності, запросили на посаду асистента на кафедру металургії сталі Дніпропетровського металургійного інституту. До 1931 року він одночасно продовжує працювати на заводі ім. Петровського, що було надзвичайно корисно для становлення вченого: результати наукових досліджень можна було відразу перевірити в цехах заводу.
У 1936 році І. Г. Казанцев успішно захищає дисертацію на тему «Механіка газів в промислових печах». Кваліфікаційною комісією Наркомвакпрому СРСР 25 лютого 1937 року йому присуджується вчений ступінь кандидата технічних наук, а через трохи більше року він був затверджений у вченому званні доцента по кафедрі металургії сталі. Під час війни І. Г. Казанцев працює керівником дослідної лабораторії Магнітогорського металургійного комбінату, займається розробкою нових і вдосконаленням вже наявних технологічних процесів виплавки сталі для потреб фронту.
За рекомендацією академіка М. М. Доброхотова Народний комісаріат танкової промисловості СРСР у воєнні роки призначає І. Г. Казанцева державним контролером якості броньової сталі на заводах Південного Уралу. Іван Георгійович на кожному заводі скрупульозно вивчив сировинну базу, конструкції і стан сталеплавильних печей, технологію виплавки броньовий сталі і її якість. Результатом цього вивчення стала найдокладніша доповідь про стан справ з висновками та рекомендаціями. З цією доповіддю він виступив в наркоматі. Після доповіді до нього звернувся начальник головного управління навчальних закладів НКТП з пропозицією зайняти посаду заступника директора — саме так називалася в ті часи ця посада у технічних вишах — маріупольського металургійного інституту з науково-навчальної роботи і одночасно очолити кафедру металургії сталі. І. Г. Казанцев погодився.

Могила Івана Казанцева

Іван Георгійович доклав чимало сил, щоб налагодити роботу. Він добився в Москві рішення про передачу будівлі колишнього єпархіального училища, а потім штабу полку інституту. Тепер це перший корпус Приазовського державного технічного університету. Понад двадцять років пропрацював він у виші. Працюючи проректором з наукової та навчальної роботи та завідувачем кафедри металургії сталі, він вніс значний внесок в організацію навчального процесу та розвиток наукових досліджень, сам активно займався науковою роботою.
У 1953 році І. Г. Казанцев успішно захистив в авторитетній вченій раді Інституту металургії академії наук СРСР дисертацію «Основні питання кінетики зневуглецювання металу в мартенівських печах». За сучасними мірками професор Казанцев опублікував не так вже багато робіт — трохи більше вісімдесяти, але більшість цих робіт написано без співавторів і основні з них цитуються досі.
Іван Георгійович займався і громадською діяльністю. З 1951 року він був головою міського товариства для поширення політичних і наукових знань, відомого згодом як товариство «Знання». У різні періоди часу обирався депутатом обласної, міської, районної рад, при цьому депутатськими справами займався дуже відповідально.
Помер після важкої хвороби 23 січня 1966 року. Похований на Старому кладовищі в центрі Маріуполя на головній алеї.

## Нагороди, пам'ять

Анотаційна дошка на вулиці Казанцева в Маріуполі

За високі досягнення в науковій, виробничій та педагогічної діяльності І. Г. Казанцев був удостоєний почесного звання заслуженого діяча науки і техніки УРСР, а також нагороджений орденами Леніна і Трудового Червоного Прапора, медаллю «За доблесну працю у Великій Вітчизняній війні. 1941 — 1945 рр..».
Його ім'ям названа кафедра металургії чавуну і сталі Приазовського державного технічного університету і вулиця в Маріуполі.